# Smart BEST
Smart BEST 是一款由日本近畿車輛於2012年所開發、雙節編組的混合動力式電聯車，以試驗蓄電池技術用於非電氣化路線的可行性。 BEST 是 Battery Engine Synergy Train 的縮寫。 此型列車曾於2012年於西日本旅客鐵道（JR西日本）及四國旅客鐵道（JR四國）的路線上進行測試。

## 概要

### 系統
配備大容量鋰離子電池模組，由列車上的小型柴油發電機(e-Brid Plus)進行充電，減速時，也會透過再生制動產生電能，同時將電能回充至電池內。基本上，車上所有的電源都是由電池提供，當電池電量低於一定程度時，就會啟動柴油發電機進行充電，故無需依賴外部電力基礎設施，由列車自身發電來確保行駛時必要的電力，並透過高效率地發電和用電，將柴油發電機輸出功率降低至傳統柴油鐵路車輛的1/4左右。
加速時
電池中充入的電能提供給電力轉換裝置（車輛控制裝置）並轉換為交流電以驅動三相交流感應馬達。
減速時
三相交流感應馬達產生的（再生）電力通過電力轉換裝置轉換為直流電，對電池進行充電。
停止時及滑行時
輔助設備所需的電源由電池提供，只有當剩餘電池電量低於一定程度時，柴油發電機才會啟動為電池充電。
柴油發電機故障時
電池所剩餘的電量可提供列車行駛，在電量足夠的狀況下，可讓列車行駛至最近的車站，基本上不會出現車輛停於路線上無法動彈的狀況。
電池故障時
可由柴油發電機直接發電，提供列車在低速及低加速度的狀況行駛，基本上不會出現車輛停於路線上無法動彈的狀況。

### 實作列車
實作車輛稱為『DGBC2系』，由DGBC2A（Mc, 駕駛馬達車）和DGBC2B（Tc, 駕駛拖車）所組成的兩輛一編組，動拖比為1M1T、Mc車安裝VVVF變頻器（VVVF Inverter）及馬達，Tc車安裝柴油發電機、輔助電源装置及空氣壓縮機。
此型車為了能在營運中線路行駛，配備了ATS-P 和 ATS-SW 設備，以便在西日本旅客鐵道（JR West）管轄範圍內試運轉。車體和服務設施以JR西日本225系電聯車為基礎，採用不銹鋼結構，每側三扇門。Mc車（原始設計）和Tc車（類似225系列）的車窗型式不同，冷氣系統亦分別使用分散型和集中型兩種不同的型式。
電池模組裝有GS YUASA（GSユアサ）公司製造的鋰離子充電電池 LIM30H-8A，21個28.8V模塊串聯，4組額定電壓605V並聯安裝。有足夠的能力來加速車輛並確保服務電源。
柴油機發電機的發動機輸出功率為302千瓦，發電機輸出功率為285千瓦，大約是一輛柴油軌道車的輸出功率。列車正常運行時的最高速度為 70 公里/小時（45 英里/小時），但可以短距離以 100 公里/小時（60 英里/小時）行駛。
|                          | Smart BEST                                                                       |                                                                                  |
| 形式                     | DGBC2A (Mc)                                                                      | DGBC2B (Tc)                                                                      |
| 車輛編號                 | DGBC2A-1                                                                         | DGBC2B-1                                                                         |
| 乘載量 （總載客數/座位） | 129/52                                                                           | 130/51                                                                           |
| 車輛尺寸                 | 車長：19570mm 車寬：2950mm 車高：3630mm                                          | 車長：19570mm 車寬：2950mm 車高：3630mm                                          |
| 主要性能                 | 最高速度：70km/h （短距離可以 100km/h 行駛） 加速度：2.3km/h/s 減速度：3.1km/h/s | 最高速度：70km/h （短距離可以 100km/h 行駛） 加速度：2.3km/h/s 減速度：3.1km/h/s |
| 主要電池                 | GS YUASA 製鋰離子蓄電池 LIM30H-8A（21組串聯） 額定電壓604.8V、630Ah 4組並聯      |                                                                                  |
| 車輛控制裝置             | VVVF變頻器 1c2M，由2組組成                                                       |                                                                                  |
| 牽引電動機               | 鼠籠式三相感應電動機 150kW×4台                                                   |                                                                                  |
| 發電機                   |                                                                                  | 柴油發電機 302kW×1台 三相鼠籠式感應發電機 285kW×1台                              |
| 其他輔助設備             |                                                                                  | 輔助電源裝置 空氣壓縮機                                                          |
| 行車保安装置             | ATS-SW2・ATS-P3 列車防護無線装置 EB・TE装置                                      | ATS-SW2・ATS-P3 列車防護無線装置 EB・TE装置                                      |

### 試驗運轉
本列車於 2012 年 10 月在大阪的近畿車輛工廠向媒體亮相，隨後於 2012 年 10 月下旬至 12 月上旬，以 JR 西日本後藤綜合車輛所（鳥取縣米子市）為基地，在山陰本線、境線和伯備線進行夜間行駛測試。。確認了功率控制設定的妥當性、電池性能以及燃料消耗量。
2013年12月，該列車被送往高松運轉所，以便在JR四國的管轄路線內進行行駛測試。12月6日凌晨，在高德線開始進行試運轉，並於12月13日在該地點召開了記者發表會。
2014年1月17日，在鳴門線舉辦以德島縣內居民為對象的試乘會。因為當天的試乘會反應良好，所以於1月28日在德島線加開試乘會。

### 商業營運

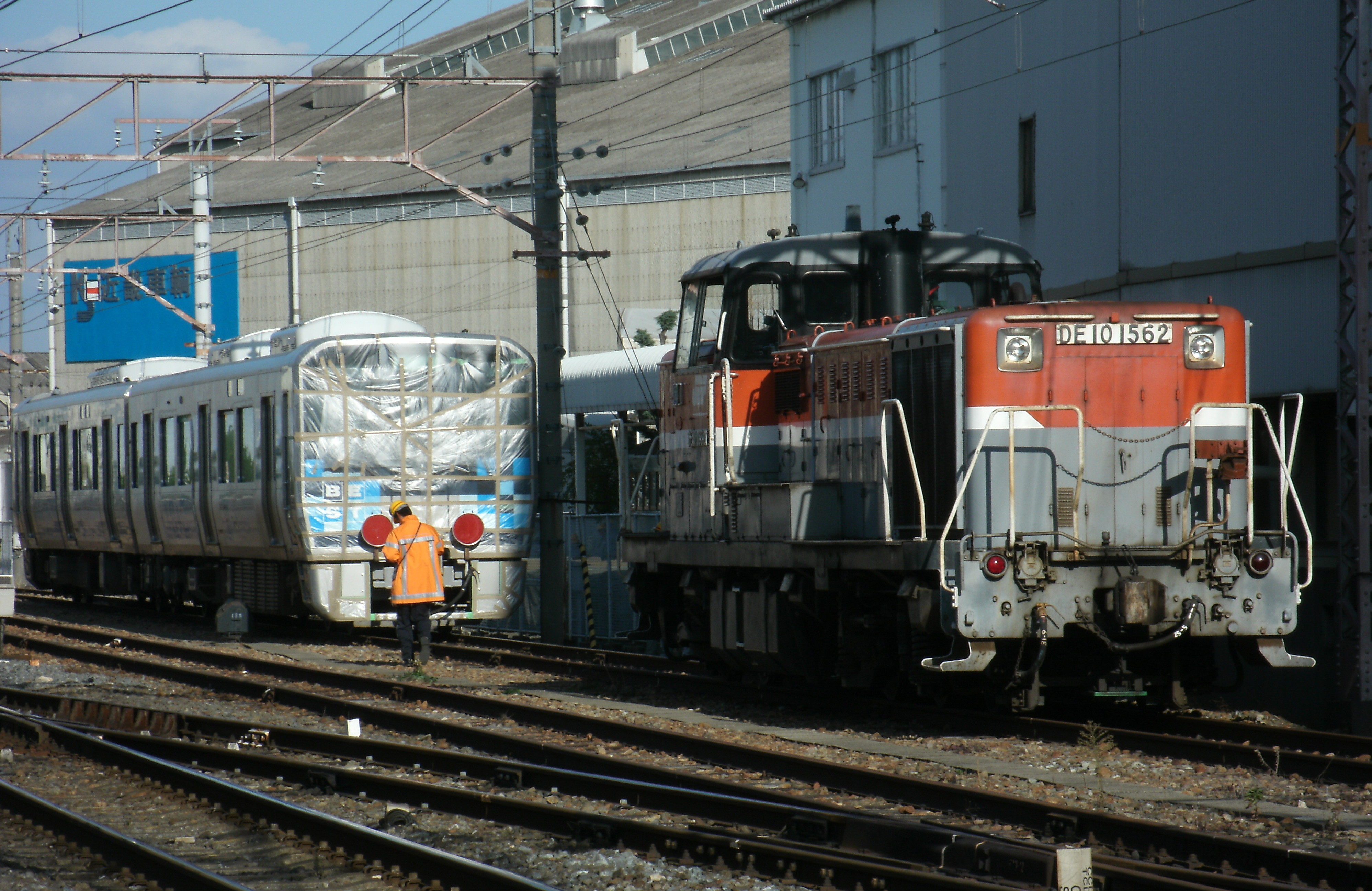
Smart BEST 列車於 2012 年 12 月被送回近畿車輛。

JR西日本於2014年2月10日發布新聞稿，將於同年9月14日至12月13日將舉辦和歌山地方旅遊活動，並於此特定期間內提供觀光列車服務。此次與Hello Kitty合作進行外觀及車內設施改造，於2014年9月13日（週六）～12月14日（週日）間的週六和節假日共33天，在紀勢本線（きのくに線）串本 - 新宮間，1天2往返行駛快速列車 「Hello Kitty和歌山號」。2014年7月31日從近畿車輛出廠（由JR西日本所屬的機車進行運輸），9月13日商業運轉開始，地方旅遊活動結束後完成商業運轉，並於同年12月17日至18日返回近畿車輛（由JR西日本所屬的機車進行運輸）。

## 車廂內部
座位為 2+2 並排橫向座位，座椅背靠可翻轉以面向車輛的行進方向。

## 外部連結
- 環境に配慮した、非電化路線用バッテリー電車「Smart BEST」の開発 (October 2012) （日語）